# Lecane aculeata
Lecane aculeata är en hjuldjursart som först beskrevs av Jakubski 1912.  Lecane aculeata ingår i släktet Lecane och familjen Lecanidae. Inga underarter finns listade i Catalogue of Life.